# Chelsea Sugar Refinery

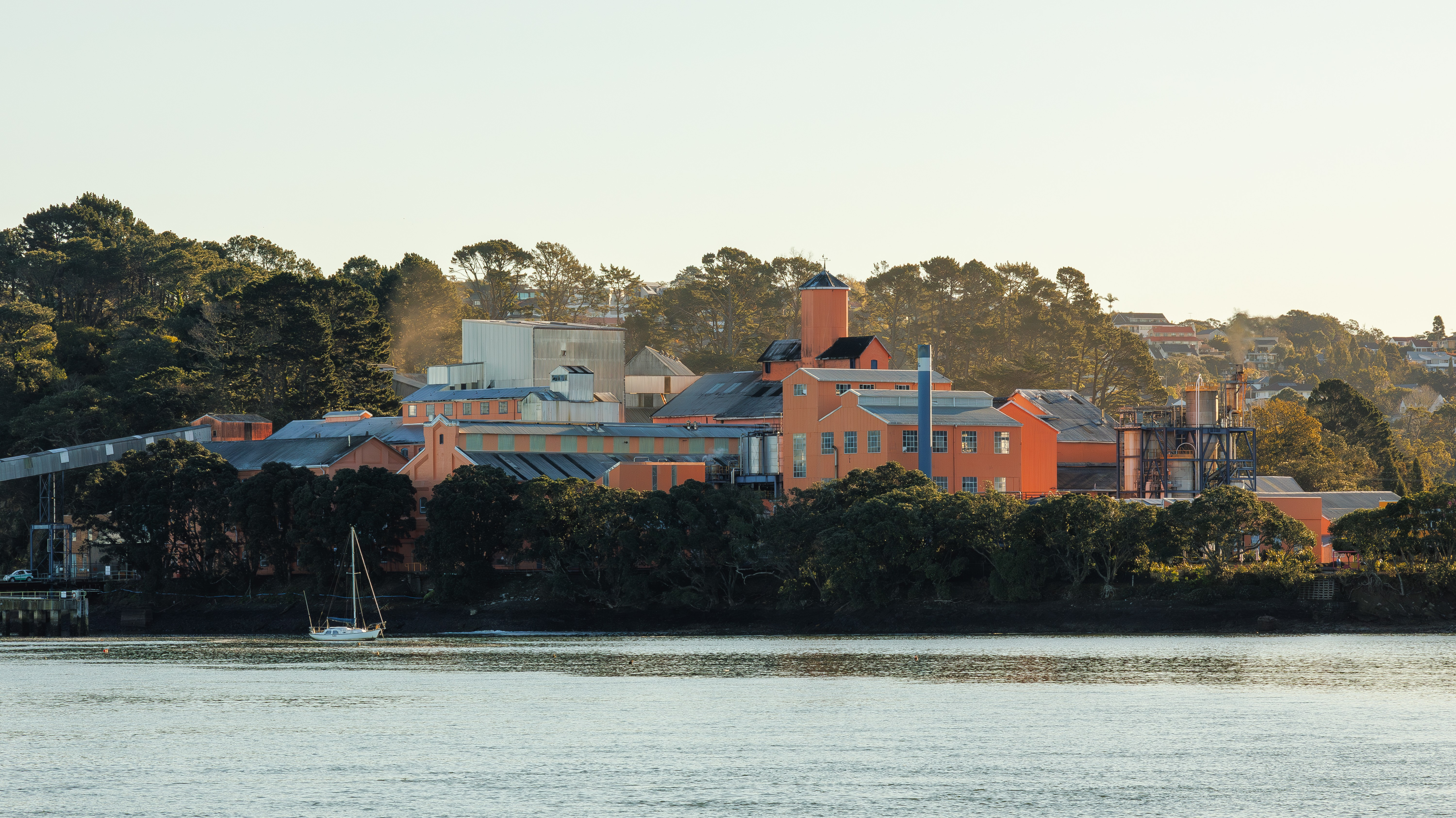
Chelsea Sugar Refinery, vom Anleger in Birkenhead aus gesehen

Die Chelsea Sugar Refinery in Auckland, umgangssprachlich als „Chelsea“ oder „sugar works“ bezeichnet, ist eine Zuckerraffinerie in Birkenhead, einem Vorort von North Shore City in Neuseeland. Sie liegt an der Nordküste des Waitematā Harbour.  Das 1884 gegründete Unternehmen ist bis heute die wichtigste Quelle Neuseelands für Zucker und Zuckerprodukte. Die alten Werksgebäude stehen unter Denkmalschutz. Die Raffinerie besitzt einen der Tiefwasserhäfen der Metropolregion Auckland.

## Geschichte
Bis zum Ende des 19. Jahrhunderts wurden alle Zuckerprodukte nach Neuseeland importiert. Um Neuseelands Eigenversorgung zu verbessern, lobte die Neuseeländische Regierung 1882 einen Preis für das erste Unternehmen aus, das Zucker in Neuseeland produzieren würde. Das bereits an einer Ausweitung der Geschäfte nach Australien interessierte australische Unternehmen Colonial Sugar Refining Company untersuchte mehrere potentielle Standorte in Neuseeland und kaufte schließlich 60 acres (0,65 km²) Farmland in Birkenhead. Die Fläche wurde später auf 1,8 km² ausgeweitet.
Der Standort war für eine Zuckerraffinerie ideal: Der Waitematā Harbour bot küstennahes Tiefwasser für einen Hafen, es gab reichlich Süßwasser aus dem Duck Creek, der durch das Anwesen floss und es gab viel Bauland und Bauholz.
Den Namen Chelsea erhielt der Ort vom ersten Zollbeamten der Raffinerie nach seiner Heimatstadt Chelsea in England.

### Gründung der New Zealand Sugar Company
Die „New Zealand Sugar Company“ wurde im Juni 1883 von der Colonial Sugar Refining Company, der Victorian Sugar Company und einer Anzahl prominenter Geschäftsleute aus Auckland, unter ihnen Sir Frederick Whitaker, Allan Kerr Taylor, L.D. Nathan von Lion Nathan sowie A.G. Horton und J.L. Wilson von Wilson & Horton gegründet. Der Zusammenbruch des Weltmarktes für Zucker in den 1880er Jahren führte dazu, dass die New Zealand Sugar Company 1888 wieder von seinem Mitgründer Colonial Sugar übernommen wurde.
1959 entstand die heutige, autonome  New Zealand Sugar Company.  CSR Limited (der heutige Name von Colonial Sugar) hält 75 % der Anteile.

### Bau der Raffinerie

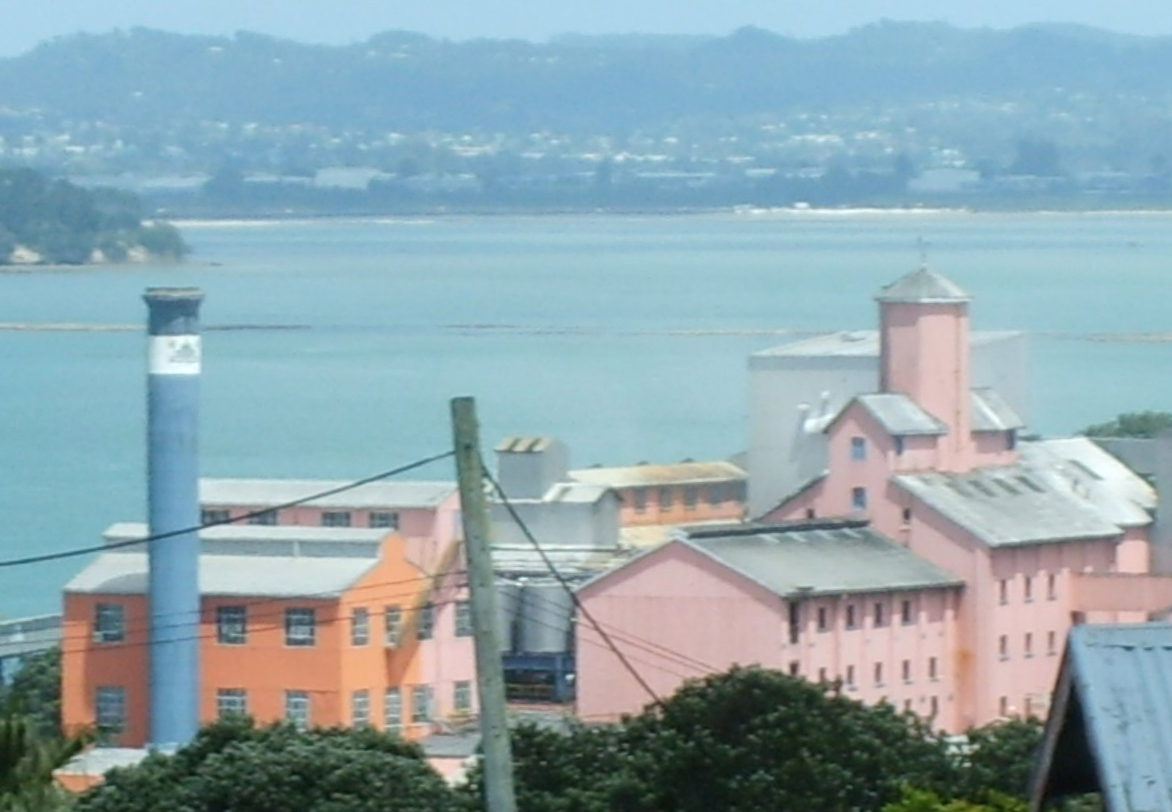
Das Gebäude der ersten Raffinerie von 1884 wird noch heute genutzt

1883 begannen die Arbeiten zum Bau der Raffinerie. 150 Arbeiter ebneten den Baugrund, schütteten eine Lagune zu und bauten mit Hilfe von Sprengungen Anlegestellen und errichteten Dämme. Dazu wurden zwei Drittel der 1,5 Millionen für den Bau der Anlage verwendeten Ziegel benötigt, das restliche Drittel für die Gebäude. 1884 ging die Raffinerie in Betrieb und wurde seitdem Tag und Nacht betrieben.
Von den 150 Arbeitern blieben 100 als Fabrikarbeiter vor Ort. Die meisten siedelten von Auckland nach Birkenhead über.
Ein Teil der Maschinen und Ausrüstung wurde von Greenock in Schottland importiert. Ein großer Teil der historischen Technik ist erhalten und als industrielles Kulturerbe geschützt.

### Modelldorf

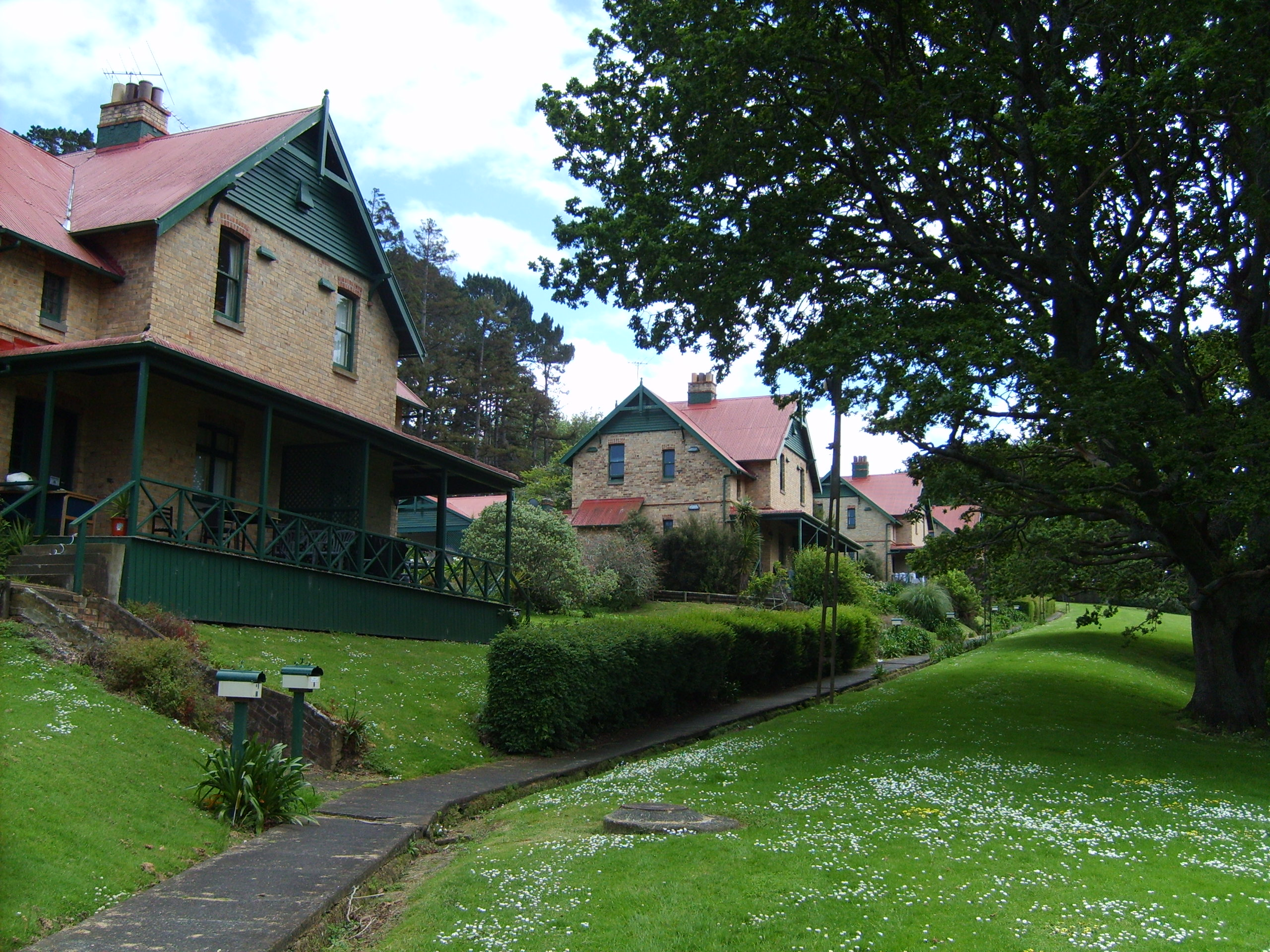
Die 1909 gebaute Zeile von Ziegelhäusern für die Arbeiter hat sich bis heute wenig verändert.

Als die Arbeit an der Raffinerie begann, passten die Manager und Führungskräfte vorhandene Farmhäuser auf dem Anwesen als Wohnhäuser an. Die Mehrheit der Arbeiter lebte jedoch in Zelten und provisorischen Gebäuden nahe der Baustelle. Diese Barackenstadt wurde durch das aus 35 vom Unternehmen auf dem Firmengelände errichteten Häusern bestehende Chelsea Village ersetzt. Dieses befand sich in einiger Entfernung vom existierenden Dorf Birkenhead. Es war als geplantes Modelldorf angelegt und umfasste neben den Häusern Gärten, eine Kirche, einen Leseraum, eine Schule und einen Laden.
Dieses Dorf bestand jedoch nur wenige Jahre. Die tiefer gelegenen der Häuser waren feucht und seit den 1890er Jahren unbewohnt. Um 1900 waren die Häuser als „Kasernen“ bekannt und wurden hauptsächlich von alleinstehenden Männern bewohnt. 1905 wurde das Dorf von den Gesundheitsbehörden für abbruchreif erklärt und die schlimmsten Häuser daraufhin abgerissen, der Rest wurde verkauft und an andere Orte verlagert. Einige der umgesiedelten Häuser sind in den älteren Straßen um Birkenhead zu sehen. Die Kirche, heute St. Peters, wurde in den Vorort Verrans Corner transferiert.
Da das Unternehmen seine Führungsmannschaft für den Fall eines Notfalles vor Ort haben wollte, baute es 1909 vier aus Ziegeln errichtete Doppelhäuser an der Stelle des alten Chelsea Village. Diese Häuser gehören noch immer Chelsea, werden aber heute an Privatleute vermietet. Für die anderen Arbeiter bot das Unternehmen günstige Darlehen zum Hausbau an, mit deren Hilfe über ein Drittel der 1910 bis 1926 in Birkenhead neu errichteten Häuser finanziert wurden. Diese Häuser befinden sich hauptsächlich in den Straßen um die Raffinerie, einschließlich der nach dem Gründerunternehmen benannten Colonial Road  und der Huka Road (nach dem Namen der Māori für Zucker).

### Zuckerarbeiter
Der Dichter James K. Baxter arbeitete 1969 kurzzeitig als Reinigungskraft im Unternehmen: Diesen Job hatte ihm der Dichter Hone Tuwhare besorgt. Nach drei Wochen wurde er entlassen und schrieb darauf sein satirisches Gedicht "Ballad of the Stonegut Sugar Works", das seine Unzufriedenheit mit den Arbeitsbedingungen ausdrückte. Baxters Eindruck von der Fabrik wurde jedoch nicht von allen Arbeitern geteilt. Trotz der harten Arbeit herrschte ein Gemeinschaftsgeist und das Unternehmen gewährte den Beschäftigten zahlreiche Vergünstigungen, darunter Darlehen zum Hausbau und Beschäftigungssicherheit. Daraus resultierte eine geringe Fluktuation. Oft arbeiteten ganze Generationen einer Familie in der Raffinerie.

## Einfluss des Unternehmens

### Entwicklung von Birkenhead
Vor der Eröffnung der Auckland Harbour Bridge im Jahre 1959 war der Zugang zu North Shore von Auckland aus ohne große Umwege nur mit der Fähre möglich. Während einige Einwohner als Pendler in der Stadt arbeiten, war die Entwicklung in Birkenhead vorwiegend von den lokalen Arbeitgebern bestimmt. So war der wichtigste Arbeitgeber, Chelsea, ein bestimmender Faktor für die Entwicklung des Ortes. Birkenhead wurde von vielen als „Fabrikstadt“ von Chelsea angesehen. 1900 erreichte die Bevölkerung des Borough die 1000er-Marke. Zwei Drittel der Männer arbeiteten in der Raffinerie. Auch die Farmer und Obstbauern der Gegend vertrauten auf Gelegenheitsarbeit in der Fabrik außerhalb der landwirtschaftlichen Saison.
Vor dem Bau der Raffinerie war die Region von Farmen und Obsthainen geprägt. Ein kleines Dorf bestand nahe Birkenhead Wharf. Innerhalb von vier Jahren nach Betriebsaufnahme der Raffinerie war Birkenhead ein Borough. Die boomende neue Stadt wuchs den Hügel Richtung Chelsea Village hinauf, einige Läden wurden in Highbury, zwischen beiden Dörfern errichtet. Die meisten Geschäfte wurden von Chelsea und seinen Arbeitern unterstützt. Die Arbeiter engagierten sich in Gemeindeangelegenheiten und wurden auch Bürgermeister und Stadträte. Die Sirene zum Schichtwechsel konnte in ganz Birkenhead gehört werden und diente als Zeitgeber für Alle.

### Seehafen im Waitematā Harbour

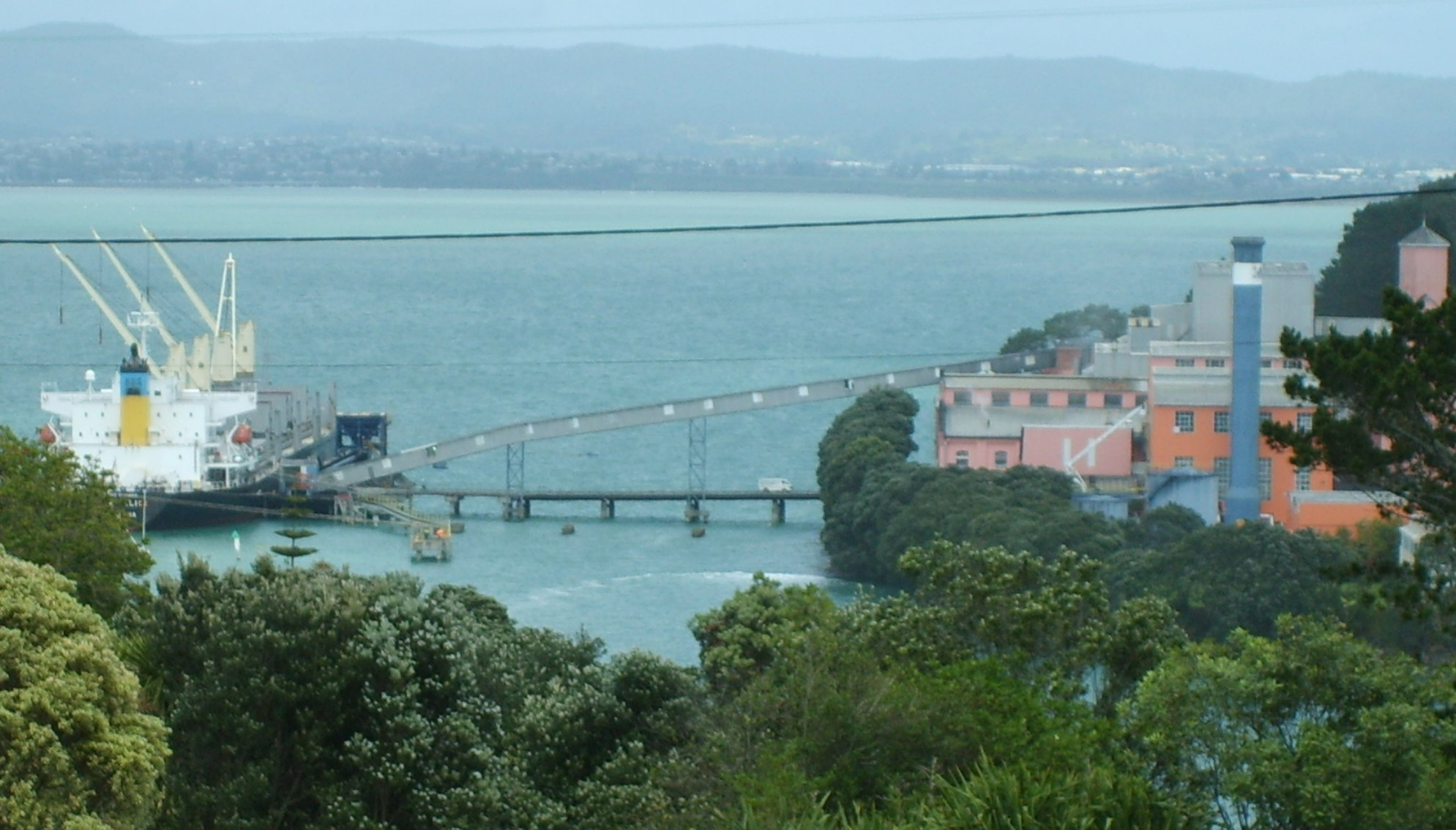
Schüttgutfrachter Port Alice am Kai von Chelsea

Der Ort der Raffinerie wurde unter anderem wegen des Tiefwasserzugangs gewählt. Ein Hafen wurde 1884 gebaut. Der Rohzucker kam aus Fidschi, Kuba, Australien, Indonesien und Peru. Nach der Verarbeitung wurden auch die Fertigprodukte bis zum Bau der Auckland Harbour Bridge über den Hafen verschifft. Auch alle anderen Güter wie Kohle, Lebensmittel und Post kamen per Schiff.
Der Hafen fertigt noch heute Handysize-Schüttgutfrachter ab, die bis zu 30.000 Tonnen Rohzucker transportieren.
Neun Hektar Land in Chelsea gehörten Ports of Auckland, dieses war an Chelsea verpachtet. 1997 wurde das Gebiet an Chelsea verkauft.

### Einfluss auf Architektur und Kultur
Das Unternehmensarchiv wurde der Birkenhead Public Library übergeben. Diese Chelsea Archives enthalten Unternehmensaufzeichnungen, juristische Akten, Lohnbücher und Anteilsverzeichnisse aus der Unternehmensgeschichte.
Die ursprünglichen Fabrikgebäude, Direktorenvilla und Ziegelhäuser wurden vom New Zealand Historic Places Trust als kulturelles Erbe der Kategorie II eingestuft, die gesamte Anlage als Industriedenkmal.

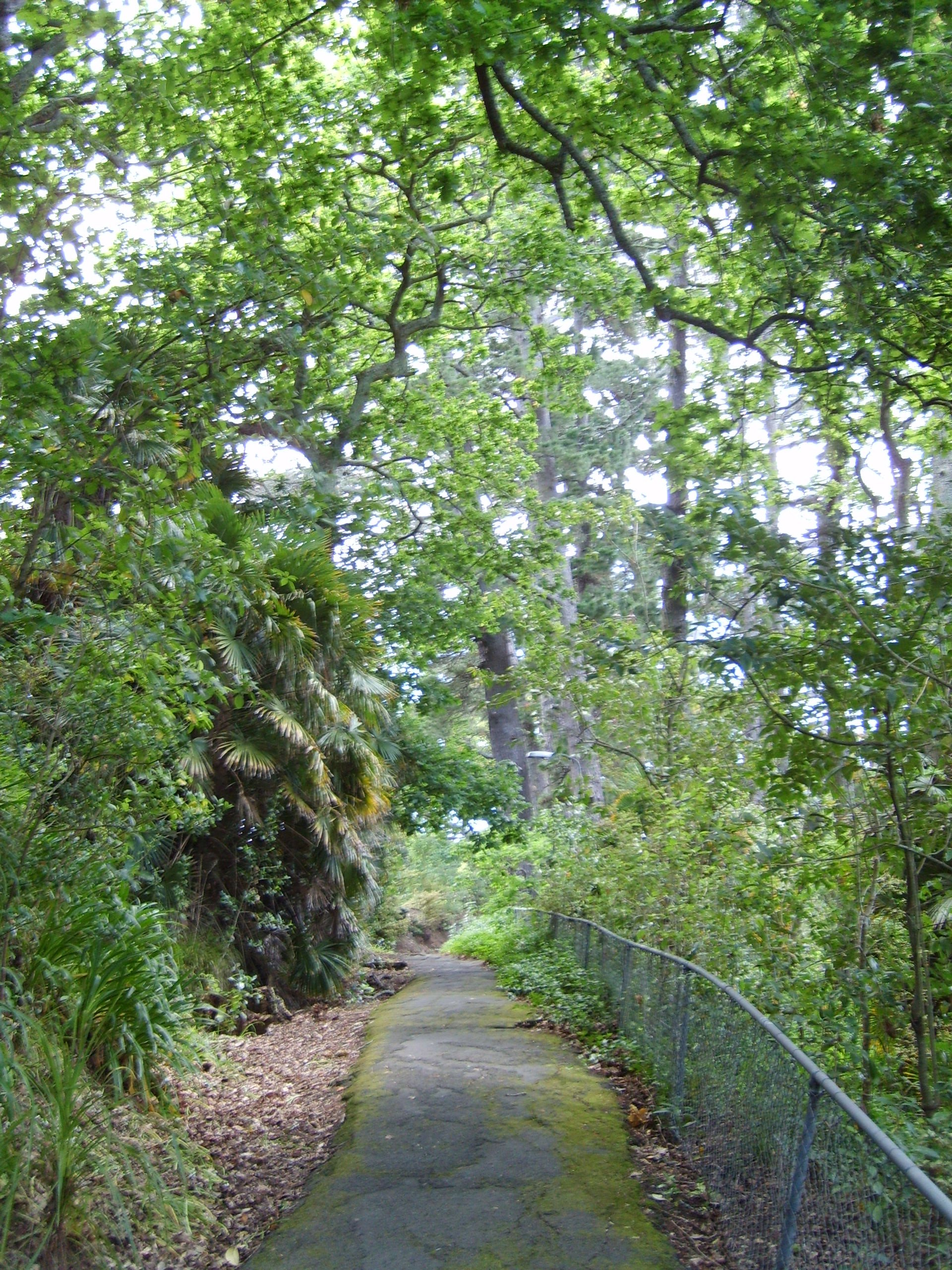
Einer der Pfade auf dem Unternehmensgrundstück

Chelsea hat in seiner Geschichte der Öffentlichkeit Zugang zu seinen ausgedehnten Flächen Feuchtland, Seen, offenen Flächen und Buschland gewährt. Um die Flächen öffentlich zugänglich zu halten und die Unterhaltung der Flächen sicherzustellen, wurden ausgedehnte Flächen 2005 an eine öffentliche Stiftung übergeben.

## Das Unternehmen heute
Chelsea arbeitet bis heute rund um die Uhr und ist Neuseelands Marktführer für Zuckerprodukte. Chelsea kauft den Rohzucker von verschiedenen pazifischen Inseln und Australien. 2014 wurden im 6-Wochen-Rhythmus 27.000 Tonnen Rohzucker von Queensland aus Australien zur Weiterverarbeitung nach Chelsea geliefert.
We start with raw sugar cane shipped right to the refinery door from Queensland in Australia. And we get a lot of it – around 27,000 tonnes every six weeks, which is enough to cover the whole of New Zealand. From there it’s refined and packed into the range of Chelsea products you see on the supermarket shelf.
Chelsea unterstützt und sponsert eine Vielfalt örtlicher Organisationen und Projekte in der Gemeinde. Das Unternehmen finanziert außerdem den Sugar Research Advisory Service, eine der Zuckerforschung gewidmete Organisation.